# چار بارا لامچهی دهالی
چار بارا لامچهی دهالی (به لاتین: Char Bara Lamchhi Dhali) یک منطقهٔ مسکونی در بنگلادش است که در ناحیه بهولا واقع شده‌است.